# Минговил (Пенсилванија)
Минговил (енгл. Mingoville) насељено је место без административног статуса у америчкој савезној држави Пенсилванији.

## Демографија
Према попису из 2010. године, број становника је 503.
| Група             | 2000.    | 2010.       |
| Белци             | 0 (0,0%) | 498 (99,0%) |
| Афроамериканци    | 0 (0,0%) | 0 (0,0%)    |
| Азијати           | 0 (0,0%) | 1 (0,2%)    |
| Хиспаноамериканци | 0 (0,0%) | 3 (0,6%)    |
| Укупно            | 0        | 503         |